# Orthonyx novaeguineae
Il corriceppi settentrionale o corriceppi papua (Orthonyx novaeguineae Meyer, 1874) è un uccello passeriforme della famiglia degli Orthonychidae.

## Descrizione

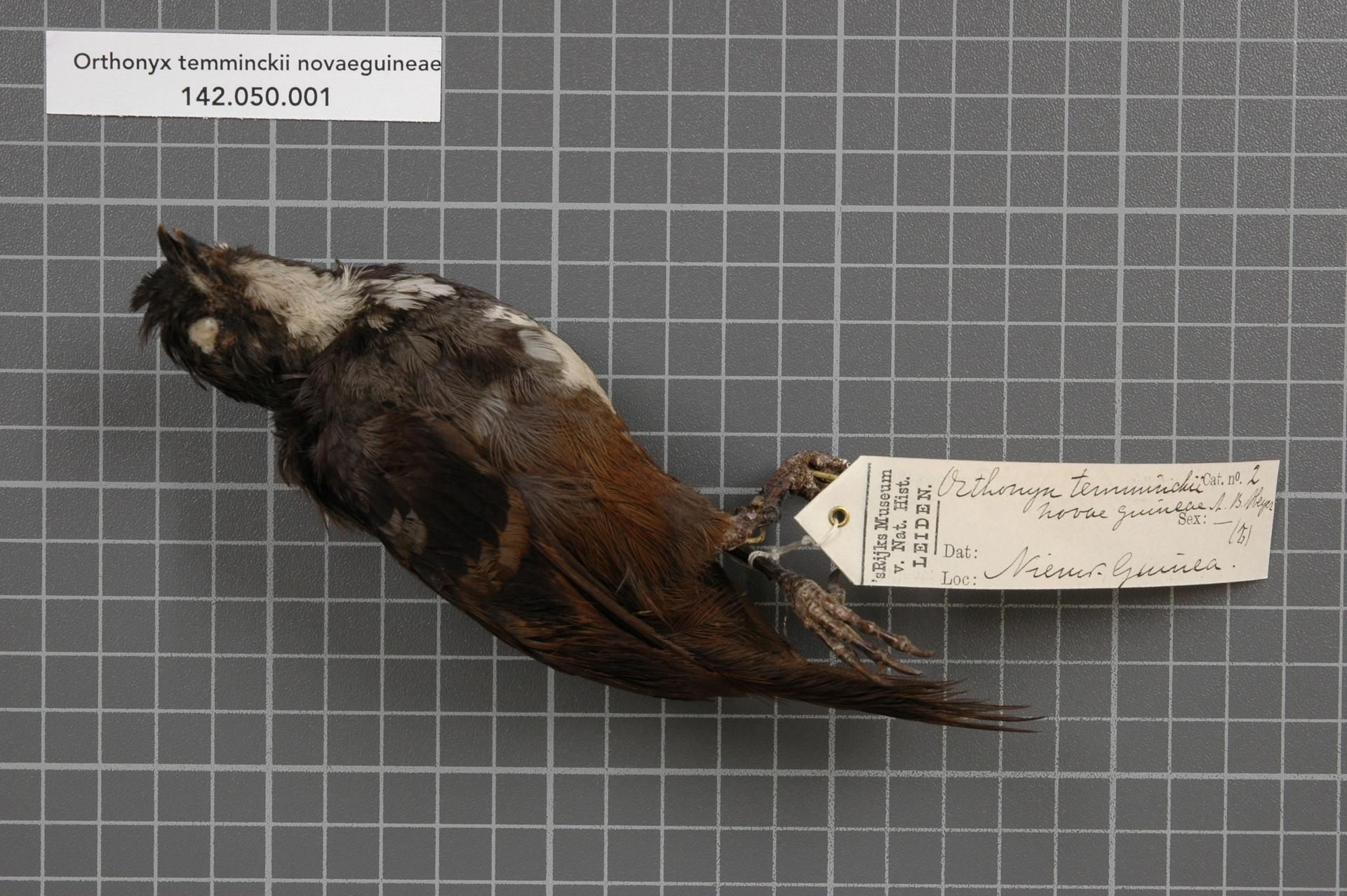
Maschio impagliato.

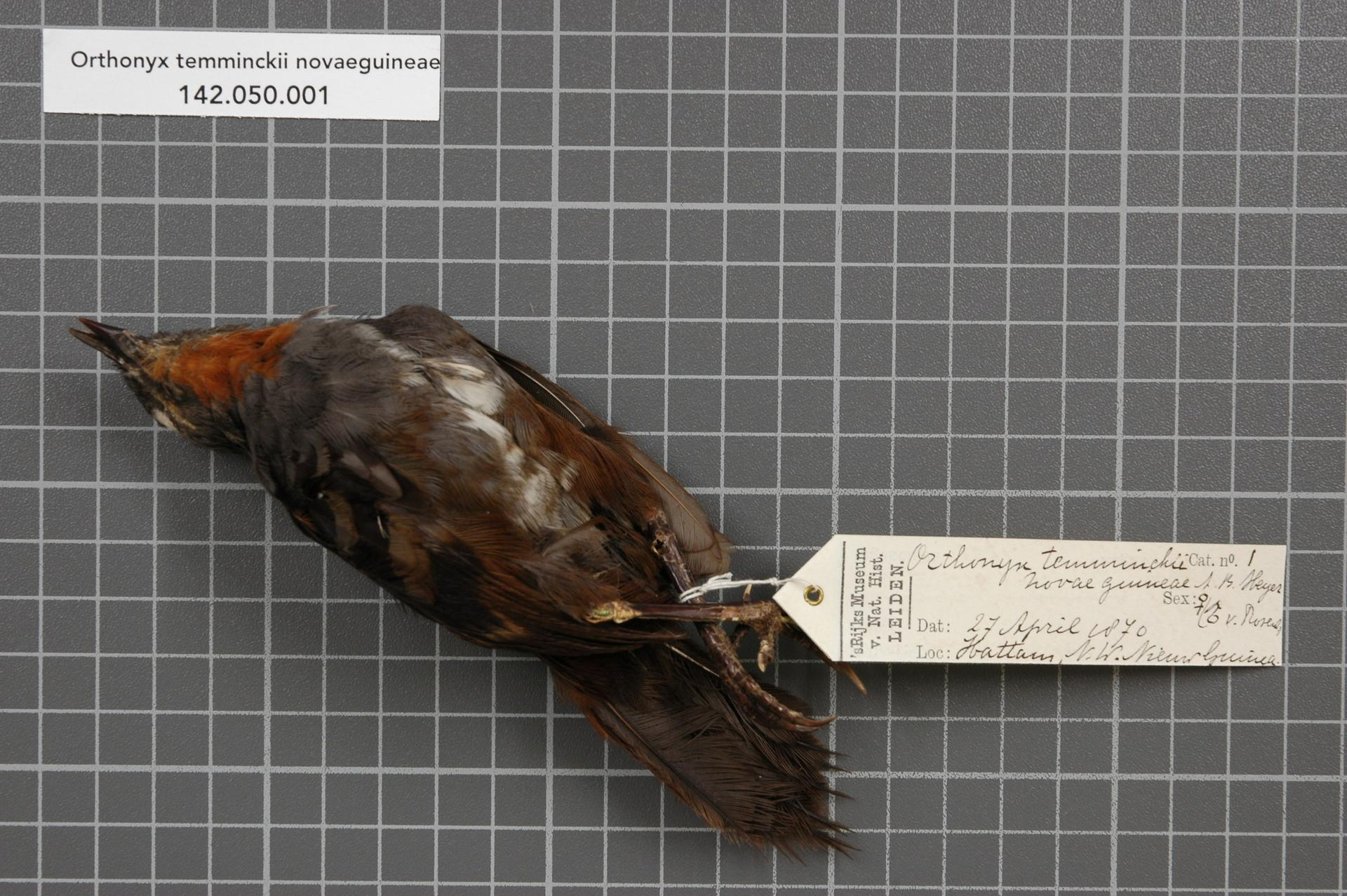
Femmina impagliata.

### Dimensioni
Misura 18,5 cm di lunghezza, per 47-75 g di peso: a parità d'età, i maschi sono più pesanti delle femmine anche di oltre un terzo.

### Aspetto
Si tratta di uccelli dall'aspetto robusto e paffuto, muniti di testa arrotondata con piccoli occhi e corto becco conico, forti zampe allungate e con dita lunghe, ali arrotondate e coda rigida e dalle penne appuntite. Nel complesso, il corriceppi papua ricorda il corriceppi meridionale (del quale veniva in passato considerato una sottospecie), dal quale differisce per la taglia minore e la colorazione dorsale e cefalica più scura.
Il piumaggio è grigio-nerastro su testa, collo e lati del petto, mentre dorso, fianchi, codione, sottocoda, coda e ali sono di colore bruno scuro (queste ultime munite di copritrici più scure e con orli bianchi): la gola e la parte centrale di petto e ventre sono di colore bianco candido nei maschi, mentre nelle femmine la gola e la parte superiore del petto assumono colorazione bruno-arancio, col ventre che permane di colore bianco. Nelle femmine, inoltre, il disegno bianco e nero delle copritrici è più tendente al bruno e meno evidente, pertanto il dimorfismo sessuale è prontamente riconoscibile, anche se non estremo.
In ambedue i sessi il becco e le zampe sono di colore nero, mentre gli occhi sono di colore bruno scuro.

## Biologia
Il corriceppi settentrionale è un uccello dalle abitudini di vita essenzialmente diurne, che vive generalmente in coppie, passando la maggior parte della giornata al suolo, dove cerca il cibo frugando col becco nel terreno, fra il foglieme ed i detriti, alzandosi in volo raramente e per brevi tratti, oltretutto dimostrandosi un mediocre volatore in queste occasioni.
Il richiamo di questi uccelli è rappresentato da 5-6 note fischiate dal suono metallico, dalla tonalità discendente, delle quali le ultime due sono uguali.

### Alimentazione
La dieta di questi uccelli è insettivora, componendosi di insetti ed altri piccoli invertebrati, nonché delle loro larve.

### Riproduzione
La stagione riproduttiva si estende da marzo a novembre: si tratta di uccelli monogami, coi maschi che corteggiano le femmine con danze rituali simili a quelle degli uccelli lira.
La femmina si occupa da sola della costruzione del nido, rappresentato da una struttura globosa di rametti intrecciati foderata con corteccia e fibre vegetali e situata alla base di un cespuglio, ben nascosta dal fogliame: al suo interno, essa depone generalmente un singolo uovo, di colore bianco candido, che provvede a covare in solitudine per circa tre settimane, al termine delle quali schiude un nidaceo cieco ed implume. Durante tutto il periodo riproduttivo, il maschio si occupa di sorvegliare il territorio e la femmina, difendendola da eventuali intrusi conspecifici e non.

Il piccolo viene accudito ed imbeccato dalla sola femmina, involandosi a circa due settimane di vita: le femmine divengono indipendenti poco dopo, mentre i maschi rimangono presso il territorio dei genitori anche per anni, collaborando col padre nella difesa del territorio e della femmina in riproduzione.

## Distribuzione e habitat
Il corriceppi settentrionale è endemico della Nuova Guinea, della quale popola le aree montuose del nord-est (monti Arfak e monti Tamrau), i monti Maoke, la porzione centrale e occidentale della regione delle Terre Alte e la porzione centrale dei monti Owen Stanley.
L'habitat di questi uccelli è rappresentato dalla foresta pluviale montana e dalla foresta nebulosa fra i 1980 ed i 2840 m di quota, scendendo fino a 1200 m nella provincia degli Altopiani Occidentali ma salendo localmente sopra i 3000 m.

## Tassonomia
Se ne riconoscono due sottospecie:
- Orthonyx novaeguineae novaeguineae Meyer, 1874 - la sottospecie nominale, diffusa nella penisola di Doberai;
- Orthonyx novaeguineae victorianus van Oort, 1909 - diffusa nell'asse montuoso centrale della Nuova Guinea;

Alcuni autori riconoscerebbero inoltre una sottospecie dorsalis, comprendente le popolazioni occidentali di victorianus: lo status tassonomico delle popolazioni della provincia di Hela, di recente scoperta, è invece ancora ignoto.

Tradizionalmente, il corriceppi settentrionale veniva considerato una sottospecie di quello meridionale: le due popolazioni, tuttavia, presentano differenze a livello morfologico e di richiami, ma soprattutto le analisi a livello genetico hanno inaspettatamente portato alla luce un'affinità del corriceppi settentrionale col chowchilla maggiore di quella col corriceppi meridionale, giustificando pertanto la sua elevazione al rango di specie.

Sempre in base ai dati genetici, le due sottospecie di corriceppi papua sembrerebbero piuttosto distinte, tanto che alcuni opterebbero per la loro separazione e quindi l'elevazione di O. n. victorianus al rango di specie.